# ロブ・シモンズ (ラグビー選手)

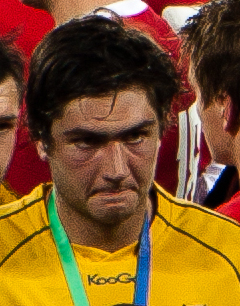
ロブ・シモンズ

ロブ・シモンズ（Rob Simmons 1989年4月19日 - ）は 、オーストラリア出身のラグビー選手。ポジションはロック。
トップ14ASMクレルモン・オーヴェルニュに所属。

## 人物
1989年4月19日、セオドアで生まれる。
身長200cm、体重115kg。

## キャリア
ゴールドコーストのサウスポート・スクール卒業。スクール在学時の2006年、ラグビーオーストラリア高校代表(Australian Schoolboys)に選出される。この上の年代別グレード代表(19歳以下、20歳以下)にも選出される。
2008年、スーパー14(現スーパーラグビー）のレッズに入る。
2010年、ワラビーズに初選出、南アフリカ戦で代表デビュー。
2020年、ロンドン・アイリッシュに加入。
2023年、ASMクレルモンに加入。

## リンク
- Rob Simmons ASM Rugby
- ロブ・シモンズ (@robsimmons) - Instagram
- Ultimate Rob Simmons
- Rob Simmons Rugby Union
- Wallabies Profile
- Waratahs Rob Simmons